# Dendrobium aphyllum
Dendrobium aphyllum es una especie de orquídea de hábito epífita; originaria del sur de China, este del Himalaya, e Indochina.

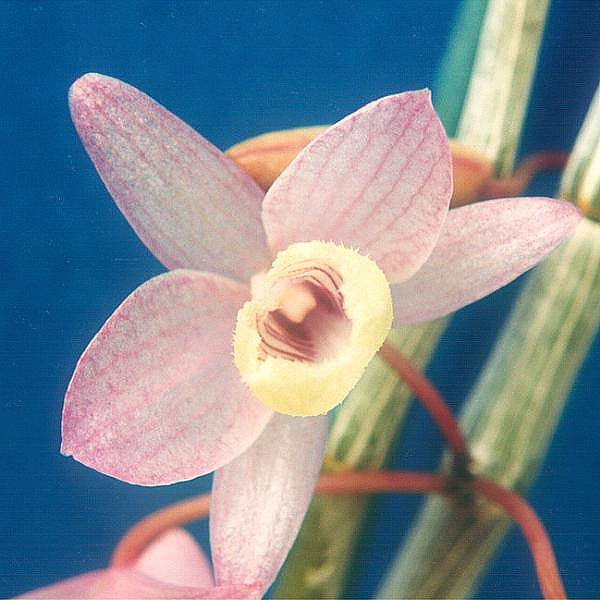
Detalle de la flor

## Taxonomía
Dendrobium aphyllum fue descrita por (Roxb.) C.E.C.Fisch. y publicado en  Flora of the Presidency of Madras 8: 1416. 1928.
Etimología
Dendrobium: nombre genérico que procede de la palabra griega (δένδρον) dendron = "tronco, árbol" y (βιος) Bios = "Vida", en resumen significa "viven sobre los troncos de los árboles" (por su naturaleza epifita).
aphyllum: epíteto latino que significa "sin hojas".
Sinonimia
- Limodorum aphyllum Roxb. (1795) (Basionym)
- Cymbidium aphyllum (Roxb.) Sw. (1799)
- Epidendrum aphyllum (Roxb.) Poir. (1810)
- Dendrobium cucullatum R.Br. (1821)
- Dendrobium pierardii Roxb. ex Hook. (1822)
- Dendrobium macrostachyum Lindl. (1830)
- Dendrobium tetrodon Rchb.f. ex Lindl. (1859)
- Dendrobium stuartii F.M.Bailey (1884)
- Dendrobium pierardii var. cucullatum (R.Br.) Hook.f. (1890)
- Callista aphylla (Roxb.) Kuntze (1891)
- Callista macrostachya (Lindl.) Kuntze (1891)
- Callista stuartii (F.M.Bailey) Kuntze, (1891)
- Callista tetrodon (Rchb.f. ex Lindl.) Kuntze (1891)
- Dendrobium gamblei King & Pantl. (1897)
- Dendrobium viridicatum Ridl. (1899)
- Dendrobium tetrodon var. vanvuurenii J.J.Sm. (1920)
- Dendrobium whiteanum T.E.Hunt (1951)
- Dendrobium madrasense A.D.Hawkes (1963)
- Dendrobium aphyllum var. cucullatum (R.Br.) P.K.Sarkar (1984)
- Dendrobium aphyllum var. katakianum I.Barua (2001)[2][6]